# 神国
神国（しんこく）とは、「神の国」を意味する語で、主に日本国のことを指す。日本では「神である天皇が治める国」、「神明に加護された国」あるいは「神々の宿る国」という意味合いの語である。神州（しんしゅう）ともいう。

## 概説
神国とは、天照大神の末裔である天皇が現人神として君臨し、万世一系と天照大神の神勅（天壌無窮の神勅）のもとに永久に統治を行い、これを支え続けてきた皇室と、これに臣属した諸神の末裔である日本国民との緊密な結合と全ての政治は神事をもって第一とする理念によって、神の加護が永遠に約束される国家を指している。
本来は農業国が持つ農耕儀礼に基づく信仰に由来するものであり、日本の国家と国土はこの神国思想（しんこくしそう）に基づいて神々によって作られて守られてきたものであるとされてきたが、後に選民意識と結びつき、更には国粋主義・排外主義・覇権主義・軍国主義的な思想へと転化していった。特に太平洋戦争敗北までは、対外戦争毎に強調され、国家神道を支えた。

## 時代的変遷

### 平安時代以前
「神国」という言葉の初出は神功皇后のいわゆる「三韓征伐」の際、新羅王が皇后の軍勢を見て「吾聞く、東に神国あり、日本という国の神兵だ」と抵抗せず降伏したという、『日本書紀』の記事である。これが後に対外的危機の際には必ず引用されて神国思想を高揚させる一因となったと言われている。仏教伝来直後は、中臣氏・物部氏など神道を崇拝する人々によって唱えられ、蕃神への信奉が災いをもたらすとして仏教排斥を図り、蘇我氏を中心とする崇仏派と対立する。しかし、神仏習合の普及以後、神道と仏教との対立は一時的に緩和していった。平安時代以後、律令政治の発展による儀礼の深化とともに『日本三代実録』などに見られるようになり、源義経の「腰越状」にもその行が見える。
一説に、各々の豪族は、独自の神話をもち、独自の神を祭っていたとされるが、大和朝廷が大化の改新をへて、天皇を中心とした中央集権国家へと移行すると、天皇家の神格化を図るために、天皇家の祖先神である太陽神・天照大神と天皇家の神社である伊勢神宮を頂点とした、神々及び神社のヒエラルキーが確立されたとされ、このような体系を基にしたのが古代の神国思想であるという意見がある。

### 新羅との関係
新羅と日本との外交関係において、「神国」思想が形成されたとする見方もある。
弘仁2年（811年）12月の新羅賊徒、また貞観11年（869年）の貞観の入寇を契機に、日本政府は国防体制を強化する。日本政府は、囚人を要所に防人として配備することを計画したり、沿海諸郡の警備を固めたほか、内応の新羅商人潤清ら30人を逮捕し放逐することに決め、賊徒を射た「海辺の百姓五、六人」を賞した。その後、新羅に捕縛されていた対馬の猟師・卜部乙屎麻呂が現地の被害状況を伝えたため、結局大宰府管内のすべての在留新羅人をすべて陸奥などに移し口分田を与えて帰化させることに定めた。このとき新羅は大船を建造しラッパを吹き鳴らして軍事演習に励んでおり、問えば「対馬島を伐ち取らんが為なり（870年2月12日条）」と答えたという。また現地の史生が「新羅国の牒」を入手し、大宰少弐藤原元利万侶の内応を告発した。
貞観12年（870年）2月15日、朝廷は弩師や防人の選士50人を対馬に配備 する。また、在地から徴発した兵が役に立たないとみた政府は、俘囚すなわち律令国家に服属した蝦夷を配備した。これらの国防法令は『延喜格』に収められ、以後の外交の先例となった。
同時に、伊勢神宮、石清水八幡宮、香椎、神功陵などに奉幣および告文をささげ、
| わが日本の朝は所謂神明の国也。神明の護り賜わば何の兵寇が近く来るべきや (日本は神の国であり、神の守護によって敵国の船は攻め寄せない) |

と訴えた。こうして新羅を敵視する考えは神国思想の発展へとつながっていった。また、神功皇后による三韓征伐説話もたびたび参照されるようになる。
貞観12年（870年）9月、新羅人20人の内、清倍、鳥昌、南卷、安長、全連の5人を武蔵国に、僧香嵩、沙弥傳僧、關解、元昌、卷才の5人を上総国に、潤清、果才、甘參、長焉、才長、眞平、長清、大存、倍陳、連哀の10人を陸奧国に配する。
また貞観14年から19年にかけて編纂された『貞観儀式』追儺儀（ついなのぎ）では、陸奥国以東、五島列島以西、土佐国以南、佐渡国以北は、穢れた疫鬼の住処と明記されている。こうして対新羅関係が悪化すると、神国思想とともに、天皇の支配する領域の外はケガレの場所とする王土王民思想が形成された。
なお貞観の入寇の三年前の貞観8年（866年）には応天門の変が起こっており、こうした日本国内の政権抗争と同時期に起こった貞観の入寇などの対外的緊張の中で、新羅排斥傾向が生み出されたとされる。

### 王朝国家体制以降
10世紀以降、律令体制から王朝国家体制に移行すると、貴族や寺社が荘園を拡大し始めた。有力な寺社は、自分たちが祭る神々こそ日本の神の頂点であると宣言し、不輸・不入の権を行使し、自分たちの荘園を「神領」や「仏領」としていった。その結果、天皇家を中心とした神々及び神社のヒエラルキーは衰退していった。また、平安時代前期からこの時期には、神仏習合思想が普及し、仏が日本の国土において、人々を救うために神々の姿をとった、という本地垂迹説が説かれた。このような社会・思想の変動によって、天皇の権威を頂点にした古代的神国思想は、本地垂迹説を基にした中世的神国思想へと移行・変化していった。

### 鎌倉時代
平安時代末期より鎌倉時代にかけて武士及び末法思想や鎌倉新仏教の広がりによって旧体制を否定する思想が広がり、実社会と乖離した儀礼中心の政治が打ち続く戦乱によって存亡の危機に立たされると貴族社会を中心に旧体制の由来を神国思想に求める考え方が出現した。特に法然の登場により、阿弥陀仏のみを崇めて他の神仏を軽く扱う浄土教の拡大が宗教界に大きな衝撃を与え、各宗派は浄土教批判に追われた。そこでも神国思想が利用され、比叡山延暦寺が浄土教を糾弾して書いた『延暦寺奏状』では「吾朝者神国也」とある。
鎌倉新仏教側も日本の仏教は神々の加護によって成立しているとする本地垂迹説を自然と受け入れた宗派もあり、日蓮は大曼荼羅に八幡大菩薩と天照大神を加えている。虎関師錬の『元亨釈書』の「大乗仏教は日本において完成した」という主張はその典型である。
更にこれに一大変革を与えた事件は、元による2度にわたる元寇である。この時の嵐が伊勢神宮をはじめとする諸神社によって盛んに行われた異敵調伏の祈祷と成果と喧伝され、日本を神国とする認識を国内各層に浸透させる事となった。

### 南北朝・室町時代
南朝の北畠親房は、『神皇正統記』において、「大日本は神国である」とし、親房は天照大神の正統な末裔である天皇によって日本という国家が維持されているという主張を簡潔に述べて、後世に影響を与えた。

### 戦国・安土桃山時代
中世以降の紛争の激化や社会の流動化の中、法の下での平和を実現する統一権力が求められた。こうした情勢において、本地垂迹説・神仏習合に基づいた中世的神国思想は、人々に正しい道を教える道徳的・超越的権威としての天道を説いた、儒教的な天道思想の影響を受けたものへと変化していった。
戦国時代においては、このような考えに基づき地上に平和をもたらす者が、「国主」の資格を持つ者であるとみなされるようになった。戦国大名は、自らを神仏になぞらえるなど、神国思想を領国統治のイデオロギーとしたのである。
豊臣秀吉が発布した1587年のバテレン追放令の第1条「日本ハ神国たる処きりしたん国より邪法を授候儀　太以不可然候事（日本は神国である。それなのに、キリシタンの国より邪法を広めたことは、大いに許されない）。」におけるように、日本が「神国」である、と強調されたことが、キリシタン禁教・弾圧の理論的根拠となった。
なおこの時期、古来からある寺社が権門領主として支配権を維持していた令制国の大和国を指して「神国」とも呼んだ。

### 江戸時代
江戸時代には儒教や仏教などの外来思想に批判的な立場から古典や神道を研究する国学が盛んになり、荷田春満、賀茂真淵、本居宣長らの研究を経て、平田篤胤によって復古神道が確立されると、従来の神仏習合的な神国思想から仏教・儒教的要素を廃し、古代へ回帰した神国思想が広く受け入れられるようになった。しかし、それが幕末の黒船来航などの外的圧力の増大とともに攘夷論へと発展し、尊王攘夷運動が展開されて、やがて江戸幕府滅亡へと繋がった。孝明天皇は自らの詔勅の中に神州という言葉を幾度か使っている。

### 明治維新以後

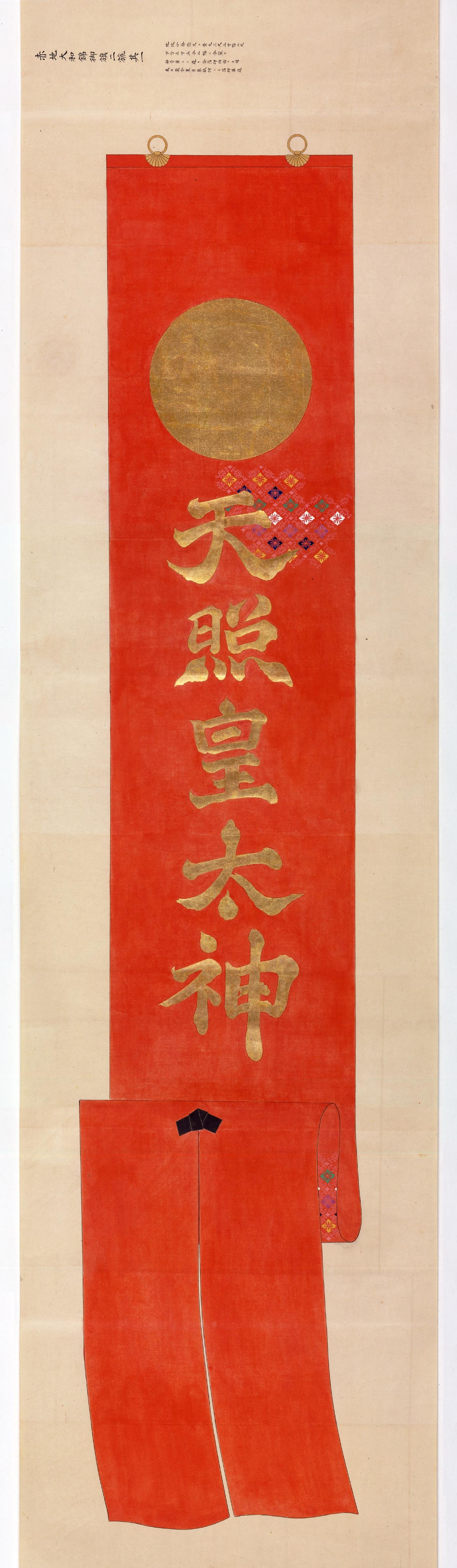
戊辰戦争で官軍が用いた錦旗。

明治維新後は、神道の国教化は断念され大日本帝国憲法に信教の自由が記載されたが、全ての権利・自由に「法律の定める範囲で」「臣民の義務に背かない限り」という留保が為され（法律学でいう「一元的外在制約」。公共の福祉を参照）、更に政府は神道は宗教ではなく（神道非宗教説）、国家の祭祀であり臣民に義務があるとして国民に強制した（国家神道）。これは国家を支える理念的思想となるとともに、欧化・近代化路線に対抗する国粋主義と結びつき、日本の帝国主義・軍国主義路線の膨張、覇権主義による植民地の拡大とともに、国内外の非氏子民衆を抑圧する思想へと転化して行った。
日露戦争勝利以後、日中戦争・大東亜戦争（太平洋戦争）でその動きは最高潮に達し、ミッドウェー海戦で大敗してからも「神州不滅」の主張の元に玉砕・神風特攻隊・本土決戦論などの、“臣民全て滅びようとも天皇一族とその神たる証しの三種の神器だけは厳然と残らねば・残されねばならない、そして最後には日本が勝つのだ”という思想が横行し、多くの生命が失われた。大戦末期、例え敗北が目に見えても、民衆の中には“いずれ神風が吹いて、敵艦隊をまとめて沈めてくれる”と本気で考えていた者が多くいたという。

### 戦後
ポツダム宣言（第4・6・10条）と日本の降伏文書に基づき、戦後に日本国憲法が制定され、政治の場から神国思想を排除するために、政教分離原則の厳格化と信教の自由の導入が行われ、日本社会の表舞台から神国思想は衰微した。
しかし、網野善彦は、神武天皇の即位日を建国記念日（建国記念の日）に選びまたそういった「虚構」を無視したまま国旗及び国歌に関する法律（国旗国歌法）が成立したとして、戦前の日の丸と君が代と異なるものではないと主張した。また2000年5月15日、時の首相森喜朗による「日本は天皇を中心とした神の国」発言が報道され問題となった（神の国発言）。また、現在において韓国における檀君神話の歴史教育は、戦前の日本と同じ排外思想や過度のナショナリズムに繋がっており、神国的思想は日本だけにとどまっていない。

## 「神国」の用例
豊臣秀吉『バテレン追放令』1587年6月19日
「日本ハ神国たる処きりしたん国より邪法を授候儀　太以不可然候事。」
夏目漱石『思い出す事など』1910年10月 - 1911年4月
「無気味な黒船が来て日本だけが神国でないという事を覚った」
海野十三『空襲葬送曲』1932年5月 - 9月
「兎に角、それは、三千年の昔より、神国日本に、しばしば現れたる天佑の一つであった。」
島崎藤村『夜明け前（第二部下）』1935年11月
「仏徒たりとも神国の神民である以上、神孫の義務を尽くして根本を保全しなければならぬ。」
文部省国定教科書『ヨイコドモ下』1941年
「日本ヨイ国、キヨイ国。世界ニ一ツノ神ノ国」「日本ヨイ国、強イ国。世界ニカガヤクエライ国」
文部省国定教科書『初等科国史 上』1943年
「……おどろきあわてたのは、新羅王です。「音にきく日本の船、神國のつはものにちがひない。」と思って、王はすぐさま皇后をお出迎へ申し上げ、二心のないしるしに、毎年かならずみつぎ物をたてまつることを、堅くちかひました。勢いこんだ将兵の仲には、王を斬ろうとするものもありましたが、皇后はそれをとめて降伏をお許しになり、王が真心こめてたてまつつた金・銀・綾・錦を八十艘の船に積んで、勇ましくめでたくお帰りになりました。（以下略）」
宮本百合子『今日の日本の文化問題』1949年1月
「保守的な日本官僚はあらゆる形であらゆる機会に伝統的神国精神を保守しようとしている。」

## 備考
- 「神州」という語自体は、古代中国の自称であり、中国戦国時代にはすでに用いられている[12]。